# Weloganit
Weloganit ist ein sehr selten vorkommendes Mineral aus der Mineralklasse der „Carbonate und Nitrate“. Es kristallisiert im triklinen Kristallsystem mit der chemischen Zusammensetzung Sr3Na2Zr[CO3]6·3H2O und ist daher chemisch gesehen ein wasserhaltiges Strontium-Natrium-Zirconium-Carbonat.
Weloganit entwickelt meist grobkristalline, pseudohexagonale Prismen mit sich verjüngenden, pyramidalen Enden und stark geriffelten, glasglänzenden Oberflächen. In reiner Form ist Weloganit farblos und durchsichtig. Durch vielfache Lichtbrechung aufgrund von Gitterbaufehlern oder polykristalliner Ausbildung kann er aber auch weiß erscheinen und durch Fremdbeimengungen eine hellgelbe bis zitronengelb oder bernsteinähnliche Farbe annehmen, wobei die Transparenz entsprechend abnimmt.

## Besondere Eigenschaften
Weloganit ist pyroelektrisch, das heißt, er reagiert auf periodisch wechselnde Temperaturänderungen mit dem Aufbau einer elektrischen Spannung. Das Mineral ist zudem tribolumineszent, gibt also bei starker mechanischer Beanspruchung (Reibung) ein blaues, kalt leuchtendes Licht ab.

## Etymologie und Geschichte

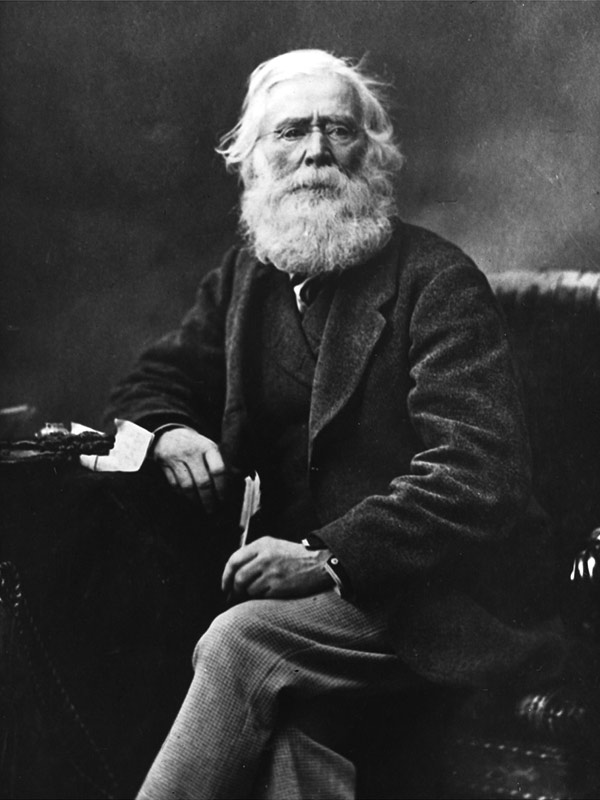
William Edmond Logan

Erstmals entdeckt wurde Weloganit 1966 im Steinbruch „Francon“ bei Montreal in der kanadischen Provinz Québec und beschrieben 1968 durch Ann P. Sabina, John Leslie Jambor, A. G. Plant, die das Mineral nach Sir William Edmond Logan (1798–1875), dem Gründer und ersten Direktor der Geological Survey of Canada, benannten.
Das Typmaterial des Minerals wird in der Geological Survey of Canada aufbewahrt (Katalog-Nr. 17257, 61337).

## Klassifikation
In der veralteten 8. Auflage der Mineralsystematik nach Strunz gehörte der Weloganit zur Mineralklasse der „Carbonate“ und dort zur Abteilung „Wasserhaltige Carbonate ohne fremde Anionen“, wo er als einziger Vertreter in der Gruppe „Weloganit“ mit der Systemnummer Vb/C.04 steht.
In der zuletzt 2018 überarbeiteten Lapis-Systematik nach Stefan Weiß, die formal auf der alten Systematik von Karl Hugo Strunz in der 8. Auflage basiert, erhielt das Mineral die System- und Mineralnummer V/D.04-030. Dies entspricht der Klasse der „Nitrate, Carbonate und Borate“ und dort der Abteilung „Wasserhaltige Carbonate, ohne fremde Anionen“, wo Weloganit zusammen mit Donnayit-(Y), Ewaldit, Mckelveyit-(Nd) (N) und Mckelveyit-(Y) eine unbenannte Gruppe mit der Systemnummer V/D.04 bildet.
Die von der International Mineralogical Association (IMA) zuletzt 2009 aktualisierte 9. Auflage der Strunz’schen Mineralsystematik ordnet den Weloganit in die Klasse der „Carbonate und Nitrate“ und dort in die Abteilung „Carbonate ohne zusätzliche Anionen; mit H2O“ ein. Hier ist das Mineral in der Unterabteilung „Mit Seltenerden-Elementen (REE)“ zu finden, wo es zusammen mit Donnayit-(Y), Mckelveyit-(Nd) und Mckelveyit-(Y) die „Donnayitgruppe“ mit der Systemnummer 5.CC.05 bildet.
In der vorwiegend im englischen Sprachraum gebräuchlichen Systematik der Minerale nach Dana hat Weloganit die System- und Mineralnummer 15.03.04.04. Das entspricht der Klasse der „Carbonate, Nitrate und Borate“ und dort der Abteilung „Wasserhaltige Carbonate“. Hier findet er sich innerhalb der Unterabteilung „Wasserhaltige Carbonate mit A+mB2+n(XO3)p • x(H2O), (m+n):p = 1:1 und mit U, Th, Zr, Y“ in der „Mckelveyitgruppe“, in der auch Donnayit-(Y), Mckelveyit-(Y) und Mckelveyit-(Nd) eingeordnet sind.

## Bildung und Fundorte

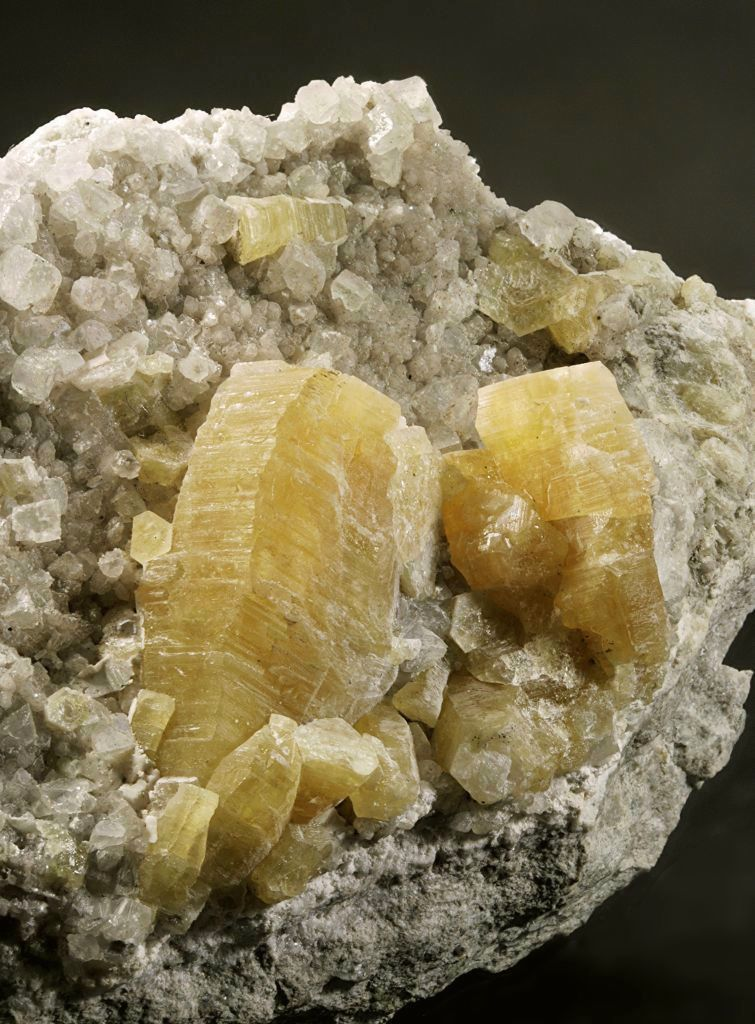
Gelber Weloganit aus der Typlokalität „Francon“ (Länge des größten Kristalls ≈ 2,5 cm)

Weloganit bildet sich durch hydrothermale Vorgänge in alkalischen Lagergängen (Sill). Als Begleitminerale können unter anderem Calcit, Dawsonit, Dresserit, Quarz und Zirkon auftreten.
An seiner Typlokalität, dem Steinbruch „Francon“ (Francon quarry) bei Montreal traten bis zu fünf Zentimeter große Weloganit-Kristalle zutage und bei Saint-Michel nahe Montreal konnten bis zu drei Zentimeter große Kristalle gefunden werden. Daneben kennt man das Mineral bisher nur noch vom Steinbruch „Lafarge Montreal East“ und vom Steinbruch „Poudrette“ am Mont Saint-Hilaire in der Provinz Québec sowie aus dem „Eden Lake Komplex“ in der Provinz Manitoba in Kanada (Stand 2014). Die größten bekannten Kristalle sollen jedoch eine Länge von 10 Zentimeter gehabt haben.
Ein weiterer möglicher Fundort ist der Alkali-Komplex Pilanesberg bei Rustenburg in der südafrikanischen Provinz Nordwest, allerdings konnte dieser Fundort bisher noch nicht bestätigt werden.

## Kristallstruktur
Weloganit kristallisiert triklin in der Raumgruppe P1 (Raumgruppen-Nr. 1) mit den Gitterparametern a = 8,97 Å; b = 8,98 Å; c = 6,73 Å; α = 102,7°; β = 116,6° und γ = 60,1° sowie einer Formeleinheit pro Elementarzelle.